# 자시 비츠
저시 베이츠(영어: Zazie Olivia Beetz, 영어 발음: /zəˈsiː ˈbeɪts/, 독일어: 자시 베츠, 독일어 발음: [zaˈsiː ˈbeːts], 1991년 6월 1일 ~ )는 독일 태생의 미국 배우이다.
베를린에서 태어났으며, 아버지는 동독 출신 독일인, 어머니는 뉴욕 거주 미국 흑인이다. 독일과 미국을 오가며 자랐으며 현재는 뉴욕에 자리잡았다. 독일어도 물론 구사할 수 있다.
이름은 아버지가 동명 소설 원작의 영화 《지하철 소녀 쟈지》에서 따와 지은 것이다. 프랑스 이름이지만 독일어 더빙으로 보았기 때문에 집안에서는 독일어식인 자시(독일어 발음: [zaˈsiː])로 불린다. 본인은 자기 이름을 좋아하지만 잘못 발음하는 사람이 많아 '축복이자 저주(a blessing and a curse)'라고 표현했다.
2015년 인디 영화 《제임스 화이트》에 단역으로 출연하여 배우 경력을 시작했고, 2016년 애틀랜타 힙합씬을 다룬 드라마 드라마 《애틀랜타》에서 주인공(도널드 글러버 분)의 여자친구 버네사 "밴" 역을 맡아 대중적으로도 알려졌다. 영화 《데드풀 2》(2018)의 도미노 역으로 캐스팅되었다.

## 출연 작품

### 영화
| 연도 | 제목              | 원제                 | 배역                         | 비고       |
| ---- | ----------------- | -------------------- | ---------------------------- | ---------- |
| 2015 | 제임스 화이트     | James White          | 소녀 1                       |            |
| 2015 | 애플소스          | Applesauce           | 레인                         |            |
| 2016 | 울브스            | Wolves               | 빅토리아                     |            |
| 2017 | 솔러스 포인트     | Sollers Point        | 코트니                       |            |
| 2017 | 지오스톰          | Geostorm             | 데이나                       |            |
| 2018 | 데드풀 2          | Deadpool 2           | 니나 서먼 / 도미노           |            |
| 2018 | 슬라이스          | Slice                | 애스트리드                   |            |
| 2019 | 상처의 해석       | Wounds               | 얼리샤                       |            |
| 2019 | 높이 나는 새      | High Flying Bird     | 샘                           |            |
| 2019 | 세버그            | Seberg               | 도러시 저말                  |            |
| 2019 | 조커              | Joker                | 소피 듀몬드                  |            |
| 2019 | 루시 인 더 스카이 | Lucy in the Sky      | 에린 에클스                  |            |
| 2021 | 멸종은 싫어!      | Extinct              | 도티                         | 애니메이션 |
| 2021 | 더 하더 데이 폴   | The Harder They Fall | 메리 "스테이지코치" 필즈     |            |
| 2022 | 배드 가이즈       | The Bad Guys         | 다이앤 폭싱턴 / 더 크림슨 포 | 애니메이션 |
| 2022 | 불릿 트레인       | Bullet Train         | 더 호닛                      |            |
| 2024 | 조커: 폴리 아 되  | Joker: Folie à Deux  | 소피 듀몬드                  |            |

### 텔레비전
| 연도      | 제목      | 원제              | 배역             | 비고           |
| --------- | --------- | ----------------- | ---------------- | -------------- |
| 2016-22   | 애틀랜타  | Atlanta           | 버네사 "밴" 키퍼 | 10회분         |
| 2016-19   | 이지      | Easy              | 노엘             | 4회분          |
| 2019      | 환상특급  | The Twilight Zone | 소피 겔슨        | "Blurryman" 편 |
| 2021-현재 | 인빈시블  | Invincible        | 앰버 베넷        | 애니메이션     |
| 2023      | 블랙 미러 | Black Mirror      | 보               | "Mazey Day" 편 |